# 皆川宗成
皆川 宗成（みながわ むねしげ）は戦国時代の武将・戦国大名で、下野の皆川氏の当主。皆川城主。

## 生涯
長沼氏秀の嫡男として誕生。誕生年は不詳だが16世紀以前だとされている。4人の弟達とともに皆川氏の勢力を拡大した。
永正の乱では近隣の佐野氏に同調し足利政氏支持の筆頭である小山成長に味方し、足利高基支持の筆頭である宇都宮成綱と敵対した。
大永3年（1523年）11月、宗成は侵攻してきた宇都宮忠綱の軍勢と戦い討死した（河原田合戦）。弟の平川成明も戦死するなど大打撃を受けたが、援軍として駆けつけた小山氏・結城氏の奮闘の末、宇都宮勢を撃退することに成功している。合戦となった場所は、合戦場という地名として現在も残っている。